# 中華民國電影事業發展基金會
財團法人中華民國電影事業發展基金會，簡稱電影基金會，負責發展台灣電影事業並辦理電影界相關事務，帶領台灣年輕一輩的導演、製片參訪各國片商及投資方，積極創造合作機會，並舉辦金穗獎、配合金馬獎獎勵攝製優良影片及優秀從業人員。

## 歷史
1975年4月1日，行政院新聞局採納台北市影片商業同業公會之建議，籌組成立「財團法人中華民國電影事業發展基金會」。初期本會章程第五條明定，經費來源包括政府有關機關之補助、進口外國影片公司於輸入外片時捐助、國內外有關影業機構或公司行社捐助、個人捐助。成立之初，董事長均由行政院新聞局局長兼任，行政院主計處副主計長為常務監事。
1991年7月1日，行政院新聞局退出會務，改由電影業者自行推選董事長、常務董事、監事，遴聘執行秘書（或稱秘書長）及相關工作人員。原先會務除輔導各電影團體舉辦電影專業活動外，其餘業務多已由行政院新聞局自行編列經費執行。
2012年5月，新聞局裁撤後改由文化部影視及流行音樂產業局負責。

## 組織架構

### 基金會
- 董事會（董事11～15人：文化部影視及流行音樂發展司指派16人、台北市影片商業同業公會指派3人。常務董事3人至5人，由董事互選之。常務董事中選舉1人為董事長）
- 監事會（監事3人，文化部影視及流行音樂發展司指派2人、台北市影片商業同業公會指派1人，監事互選1人為常務監事）
  - 董事長
    - 秘書長

- 內部單位
  - 秘書組
  - 財務組
  - 業務組

- 業務單位
  - 臺北金馬影展執行委員會
  - 兩岸電影交流委員會

### 臺北金馬影展執行委員會
執行委員7人至11人（包括主席）、執行長1人。下設行政部、競賽部、影展部、行銷部，辦理：金馬獎、金馬國際影展、金馬創投會議、金馬電影學院

### 兩岸電影交流委員會
委員11至15人（包括主任委員）、秘書長1人。下設秘書組、行政財務組，辦理：兩岸電影展

## 歷任董事長
| 屆次   | 姓名   | 擔任時間   | 卸任時間   | 備註                     |
| 董事長 | 董事長 | 董事長     | 董事長     | 董事長                   |
| ------ | ------ | ---------- | ---------- | ------------------------ |
| 1      | 錢復   | 1975年4月  | 1975年5月  | 行政院新聞局長兼任       |
| 2      | 丁懋時 | 1975年5月  | 1979年1月  | 行政院新聞局長兼任       |
| 3      | 宋楚瑜 | 1979年1月  | 1984年9月  | 行政院新聞局長兼任       |
| 4      | 張京育 | 1984年9月  | 1987年4月  | 行政院新聞局長兼任       |
| 5      | 邵玉銘 | 1987年4月  | 1991年7月  | 行政院新聞局長兼任       |
|        | 江奉琪 | 1991年8月  |            |                          |
|        | 徐立功 |            | 1997年6月  | 台灣電影導演、編劇、監製 |
|        | 邱順清 | 1997年6月  | 1999年8月  | 中影公司總經理           |
| 15     | 王應祥 | 1999年9月  |            | 龍祥電影公司董事長       |
| 代理   | 江霞   |            | 2006年6月  | 台灣影視演員             |
| 16     | 邱復生 | 2006年7月  | 2007年10月 | 台灣影視投資家           |
| 17     | 廖治德 | 2007年10月 | 2009年4月  | 台灣影城大亨             |
| 18     | 朱延平 | 2009年4月  |            | 台灣導演                 |
| 19     | 朱延平 |            |            | 台灣導演                 |
| 20     | 朱延平 |            |            | 台灣導演                 |
| 21     | 朱延平 |            | 現任       | 台灣導演                 |

## 資料來源
1. ↑  商台玉. . 娛樂重擊. 2018-06-11  [2018-06-12]. （原始内容存档于2018-06-12）.

## 外部連結
- 財團法人中華民國電影事業發展基金會 - 臺灣電影網 （页面存档备份，存于）
- 中華民國電影事業發展基金會 （页面存档备份，存于）
- 財團法人中華民國電影事業發展基金會的Facebook專頁